# Antal Kovács
Antal Kovács, född den 28 maj 1972 i Paks, Ungern, är en ungersk judoutövare.
Han tog OS-guld i herrarnas halv tungvikt i samband med de olympiska judotävlingarna 1992 i Barcelona.